# Thüring Bräm
Thüring Lukas M. Bräm (* 10. April 1944 in Basel) ist ein Schweizer Dirigent und Komponist. Von 1999 bis 2001 war er Rektor der Musikhochschule Luzern.

## Leben
Thüring Bräm wurde 1944 in Basel geboren. 1963 absolvierte er die Matura am humanistischen Gymnasium am Münsterplatz ebenda. An der örtlichen Musikschule erhielt er zunächst Violin-, später Klavierunterricht. Ferner spielte er im Jugendorchester. Bräm studierte Klavier (Diplom) bei Klaus Linder, Dirigieren (Diplom) bei Erich Schmid und Komposition bei Klaus Huber an der Musik-Akademie der Stadt Basel sowie Musikwissenschaften an der Universität Basel und der Ruprecht-Karls-Universität Heidelberg. Darüber hinaus bildete er sich in Siena und Salzburg fort. In Basel besuchte er Kurse und Seminare u. a. bei David Bedford, Pierre Boulez, Franco Donatoni und Henri Pousseur.
Nach seinem Musikstudium wollte Bräm ursprünglich in die USA auswandern. Von 1970 bis 1973 arbeitete er als Dirigent und Korrepetitor unter Max Rudolf in der Opernabteilung des Curtis Institute of Music in Philadelphia, Pennsylvania, an der Santa Fe Opera in Santa Fe, New Mexico, und beim Aspen Music Festival and School in Aspen, Colorado. In dieser Zeit nahm er auch an der 9. Dimitri Mitropoulos International Music Competition (für Dirigenten) in New York City teil. Ausserdem erwarb er einen Master of Arts in Komposition an der University of California, Berkeley.
Sein ehemaliger Basler Lehrer Klaus Linder, seinerzeit Musik-Akademie-Direktor, holte ihn dann aber zurück in die Schweiz, wo er gemeinsam mit Peter Reidemeister und Gerald Bennett das Führungsteam des Konservatoriums bildete. So war Bräm von 1973 bis 1987 Leiter der Musikschule der Musik-Akademie. 1982/83 war er Interimsdirektor der Musik-Akademie. Während seiner Amtszeit etablierte er das «System der Musikalischen Grundkurse» an den Basler Primarschulen. Weiterhin wurden die Musikschule Riehen sowie die Filiale Kleinbasel im Kolpinghaus der Musik-Akademie eröffnet. Dirigiererfahrung sammelte er im Konservatoriums-Orchester, das unter der Leitung von Brenton Langbein stand. Von 1974 bis 1987 war er zudem Präsident der Konzertreihe Kammerkunst Basel.
Von 1987 bis 1999 wirkte er als Direktor des Konservatoriums Luzern und von 1999 bis 2001 als Gründungsrektor der Musikhochschule Luzern. Bis 2006 leitete er die dortige Klasse für Orchesterdirigieren. Ausserdem war er von 2000 bis 2006 unter Ian Horsbrugh im Vorstand der Association Européenne des Conservatoires tätig. Er gab Gastkurse im In- und Ausland u. a. an den Konservatorien Luzern und Zürich sowie an der University of Florida. Von 1987 bis 2002 co-leitete er die Meisterkurse in Luzern.
1970 gab er sein Debüt als Dirigent beim Radio-Sinfonieorchester Basel. Von 1984 bis 1990 war er Präsident der Jeunesses Musicales de Suisse und von 1987 bis 2006 Chefdirigent der Jungen Philharmonie Zentralschweiz. Von 1976 bis 2009 war er Leiter des Regio-Chors Binningen/Basel und regelmässiger Gastdirigent der Kammerphilharmonie Pardubice. Er ist seit 1985 Präsident der Jury des Concours du Festival de Musique Sacrée de Fribourg und seit 2003 Präsident des Johannes Brahms-Kammermusikwettbewerbs der Musikakademie Danzig. Bräm war weiterhin von 2004 bis 2011 Mitglied des Forschungsrates des Schweizerischen Nationalfonds.

## Familie
Bräm ist mit der promovierten schweizerisch-US-amerikanischen Psycholinguistin Penny Bräm Boyes verheiratet und hat zwei Kinder. Seine Frau ist Leiterin der Gebärdensprach-Datenbank der Schweiz in Zürich. Mit ihr hielt er während der Internationalen Tagung für
Improvisation Luzern 1996 einen Vortrag über den Versuch einer Klassifizierung der Ausdrucksgesten des Dirigenten.

## Musikalisches Schaffen
Bräm wurde durch Komponisten wie Anton Webern, Pierre Boulez und John Cage beeinflusst.
Er komponierte mehr als 100 Werke. Zu seinen bekanntesten Kompositionen zählen die Angelus-Silesius-Kantate, das Requiem für C.S. und Litteri un Schattä – Luci e ombre. Als Gastkomponist war er u. a. 1999 bei der Groupe Lacroix und 2006 beim Hokuto International Music Festival tätig.
2019 entstand sein Liederzyklus Vergänglichkeit nach Gedichten von Johann Peter Hebel für Bassbariton und Hammerklavier.
Der musikalische Vorlass befindet sich in der Handschriftenabteilung der Universitätsbibliothek Basel.

## Auszeichnungen
- 1973: Erster Preis beim Niccola-de-Lorenzo-Kompositionswettbewerb der University of California, Berkeley
- 1992: Edwin-Fischer-Preis der Hochschule Luzern
- 2005: Kunst- und Kulturpreis der Stadt Luzern[9]

## Diskografie (Auswahl)
- 1998: A Cradle Song (corund productions) mit dem Ensemble Corund
- 2000: One in Two (Grammont Portrait) mit Andreas Gutzwiller
- 2003: Groupe Lacroix: 8 Pieces on Paul Klee (Creative Works Records) mit dem Ensemble Sortisatio (2003)

## Schriften (Auswahl)
- Der Komponist als Vermittler – der Lehrer als Animator. In: Neue Musik für Jugendliche und Laien. 1980, S. 39–42.
- Musik und Raum. Eine Sammlung von Beiträgen aus historischer und künstlerischer Sicht zur Bedeutung des Begriffes «Raum» als Klangträger für die Musik. GS-Verlag, Basel 1986, ISBN 3-7185-0057-4.
- Bewahren und Öffnen. Ein Lesebuch zu «50 Jahre Konservatorium Luzern, 1942-1992». Musikedition Nepomuk, Bern 1992, ISBN 3-907117-04-2.
- Forschung und Entwicklung (F&E) an den künftigen Musikhochschulen der Schweiz. Schweizerischer Wissenschaftsrat, Bern 1997.
- Spiritualität und der zeitgenössische Komponist. In: Annette Landau, Sandra Koch (Hrsg.): Lieder jenseits der Menschen. Das Konfliktfeld Musik – Religion – Glaube. Chronos-Verlag, Zürich 2002, ISBN 3-0340-0566-0, S. 177–189.
- Das Orchester als pädagogisches Instrument. 20 Jahre Junge Philharmonie Zentralschweiz (1987–2007). Hochschule Luzern – Musik, Luzern 2007, ISBN 978-3-033-01270-7.
- DORE trägt Früchte. Gedanken zur angewandten Musikforschung ausgehend von der «Giornata sulla ricerca» vom 25. März 2011 in Lugano. In: Dissonanz. 114, 2011, S. 71–72.